# Rubby Pérez
Roberto Antonio Pérez Herrera (Bajos de Haina, 8 de março de 1956 – São Domingos, 8 de abril de 2025), mais conhecido como Rubby Pérez, foi um cantor e músico dominicano. Recebeu seu nome artístico por parte de sua avó materna, e começou a ser conhecido como ''A voz mais alta do merengue'', após cantar em programas de televisão.
Antes de iniciar sua exitosa carreira como cantor de conjuntos musicais e como solista, Pérez estudou na faculdade de música em seu país.
Faleceu de forma trágica vítima do desabamento do teto da boate Jet Set em 08 de abril de 2025.

## Biografia
Rubby Pérez nasceu na pequena cidade costeira de Bajos de Haina, República Dominicana. Em seus primeiros anos, pretendia ser beisebolista. No entanto, devido a um acidente automobilístico, decidiu seguir a carreira de cantor.
Após ter estudado música na Faculdade de Música de Santo Domingo, deu seus primeiros passos como integrante dos agrupamentos: Coro da Sociedade de Orientação Juvenil, Os juvenis de Baní, em 1978 e Os filhos do Rei. Pérez, fez-se sentir depois que entrou à orquestra de Wilfrido Vargas; durante os primeiros anos da década de 1980, onde teve a honra de popularizar álbuns de sucessos como "El Africano", "Volveré", "Las Avispas", "Cuando estés con él" e "Cobarde, Cobarde".
O cantor foi indicado a vários prêmios, como o Prêmio Soberano da República Dominicana; nos que tem ganhado nas categorias "Orquestra do ano" e "Merengue do ano". Na Venezuela, ganhou discos de ouro e platina em 1988, com seu primeiro disco como cantor solo. Também recebeu dois Prêmios Globo, a "Melhor canção" e "Álbum do ano".
Em 2022 gravou o merengue "15,500 Noches". Esta música integrou o quinto álbum solo de estúdio de Romeu Santos, intitulado "Fórmula, Vol. 3" e foi gravada numa parceria com os também dominicanos Fernando Villalona, Toño Rosario e Ramón Orlando.
Em 2025, regressou postumamente aos charts de Billboard ao publicar seu álbum de 2021, Rubby Pérez ¡Grandes Éxitos!, no No. 7 da lista Tropical Albums.

## Morte
Rubby faleceu em 8 de abril de 2025, em São Domingos, após o teto da boate em que tocava desabou durante seu show. No momento do colapso o cantor interpretava a canção "Color de Rosa", um dos seus vários sucessos. O acidente também provocou a morte de centenas de pessoas que estavam presentes no local.
Personalidades e artistas como Juan Luis Guerra, Olga Tañón, Wilfrido Vargas, Marc Anthony, Alejandro Sanz, entre outros, prestaram homenagem ao cantor e condolências aos familiares, em suas redes sociais.

## Filantropia
Rubby Pérez foi reconhecido por seu auxílio às vítimas do Terremoto do Haiti em 2010, nesta ocasião o cantor financiou o funcionamento de uma casa para receber refugiados e garantir tratamento médico e psicológico na capital dominicana, São Domingos.  Esta atitude rendeu-lhe um prêmio concedido pelo Comitê de Partidos Políticos Latino-americanos nos Estados Unidos (COPOLA USA) em 2013.

## Discografia
- Buscando Tus Besos (1987)

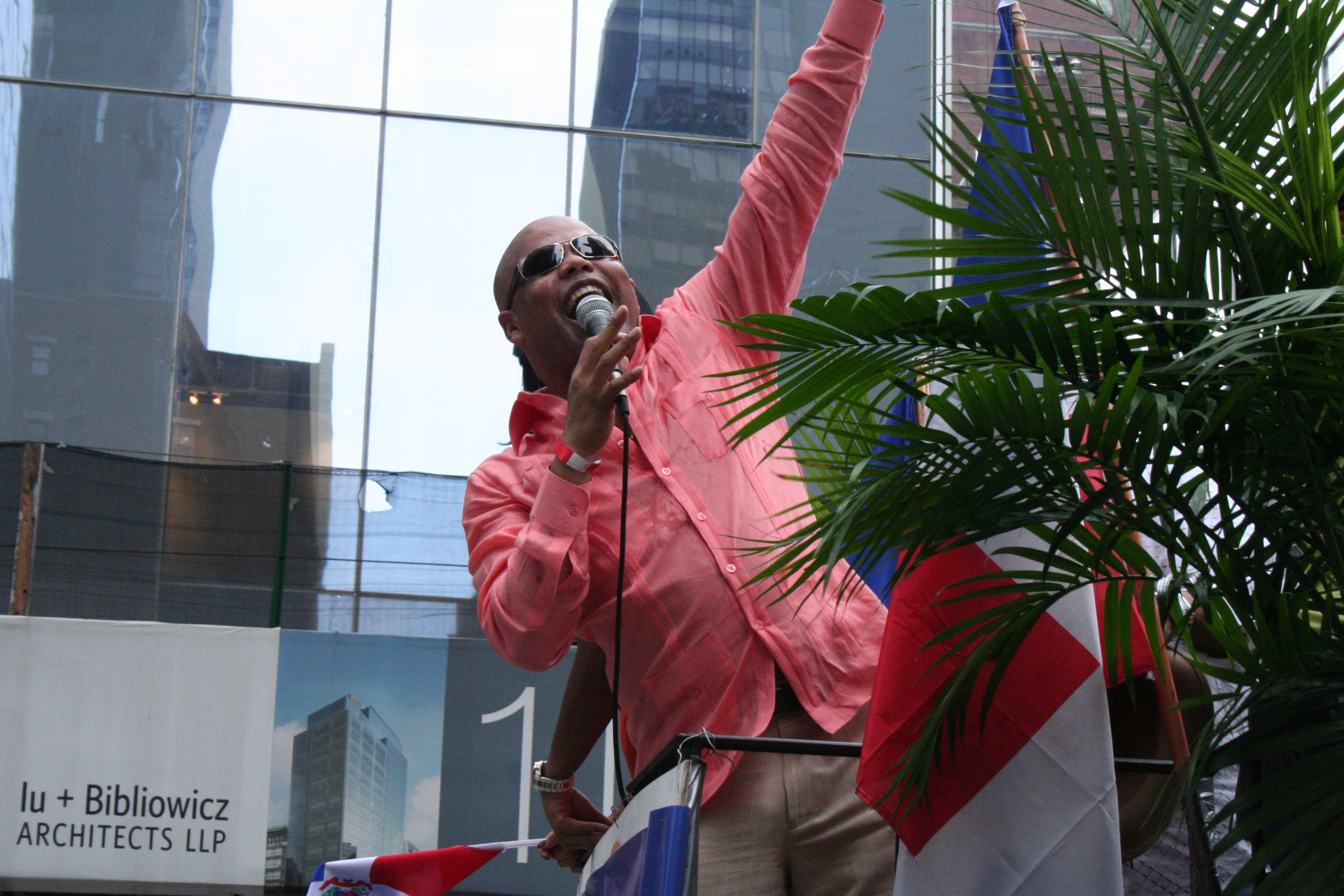
Rubby Pérez no Desfile Dominicano de Nova York 2009

1. Buscando tus Besos (com Álex Bueno)
2. Dame Veneno
3. Contigo
4. Ave de Paso
5. De Color de Rosa
6. Cobarde Cobarde
7. Saca la Mano Antonio
8. Por Tener Tu Amor
9. Bailando Tan Cerca
10. Te Odio y Te Quiero

- Fiesta Para Dos! (1988)

1. Fiesta Para Dos
2. Ahora
3. Hazme Olvidarla
4. Vagabundo
5. Amor Mío
6. Enamorado de Ella
7. La Mal Amada
8. Hoy
9. Imagínate
10. Caribeña

- Simplemente Amor (1990)

1. Amor de Hembra
2. La Mujer Que Más Yo Quiero
3. Culpable Tú
4. El Veneno de Tus Labios
5. En Tu Ausencia
6. Verte Sin Verte
7. Dónde Me Lleva Tu Amor
8. ¿Dónde Está Tu Pecho?
9. No Estás Aquí
10. El Primer Amor

- Ojos (1992)

1. Ojos
2. Amarte
3. Yo No Sabía
4. Ven
5. Sin Ti No Tengo Vida
6. Día de Amor
7. Me la Voy a Llevar
8. Fabuloso
9. Si Te Vas
10. Te Soy Sincero

- Amores Extraños (1995)

1. Amores Extraños
2. Ay Ay Amor
3. Dios
4. Lagrimita
5. Yo Quiero Una Mujer
6. Y Qué Pasó
7. Se Fue
8. Quién Soy Yo Sin Ella
9. Y Nos Dieron las Diez
10. Asombro
11. No Me Sirve el Corazón
12. Ando Buscando

- No Te Olvides (1998)

1. La Flaca
2. Mi Niña Bonita
3. Como Loco
4. Y Cómo Se lo Digo
5. No Te Olvides
6. El Antídoto
7. Todavía
8. Tres
9. Tu Perdón
10. Borracho de Amor
11. Si o Si
12. Soy Uno de Esos
13. Llegaste Tarde
14. La Fuerza del Corazón
15. Ámame Una Vez Más

- Vuelve el Merengue (1999)

1. Enamorao
2. Weepa
3. Las Mujeres
4. Adicto
5. Tú Vas a Volar
6. Sin Verte
7. Sin Ti (Salsa)
8. Volveré (Bachata)
9. Para Que No Me Olvides (Bachata)
10. Yo Sé Que Es Mentira
11. El Toro y la Luna

- Volando Alto (2001)

1. Por Qué Tú No Estás
2. Vuelve
3. Y No Voy a Llorar
4. Mirando las Estrellas
5. Sobreviviré
6. Si nos dejan
7. No Vuelvo a Creer
8. No Cabe Olvido
9. Lleno de Amor
10. Si Fuera Por Mi
11. Cibao Adentro

- El Cantante (2002)

1. Locamente Enamorado
2. Habla
3. Entre Tú y Mil Mares
4. Esa Mujer
5. Tendidos en la Cama
6. En Un Beso la Vida (Bolero)
7. Se Fue Mi Amor
8. ¿Por Qué Es Tan Cruel el Amor?
9. Carmela Linda
10. Menéate

- Tonto Corazón (2004)

1. Tonto Corazón
2. Se Nos Fue el Amor (Merengue)
3. Eso Duele
4. Gitana
5. Hipocresía
6. Vete
7. No Puedo Vivir
8. Tu Fotografía
9. Ahora Vuelves
10. Se Nos Fue el Amor (Balada)
11. Cuántas Veces
12. El Perro Ajeno (Bonus Track)
13. El Perro Ajeno (feat. JV; Reggaeton)

- Dulce Veneno (2007)

1. Hazme el Amor
2. Cría Cuervos
3. Dulce Veneno
4. El Día Que Te Vayas
5. Tonto Corazón (Bachata)
6. Amada Amante
7. Valió la Pena
8. Dos Soledades
9. Mal Querida
10. Pecado Mortal
11. Así No Te Amarán Jamás
12. Valió la Pena (Bonus Track)

- Genial (2010)

1. Te Amo
2. Te Regalo Amores (feat. Rakim & Ken-Y)
3. Recuérdame (feat. Indhira Rubiera)
4. Extrañándote (feat. Michel "El Buenón")
5. Yesterday (Versión Español)
6. Tonto Corazón (Bachata)
7. Penas (feat. Michel "El Buenón")
8. Quiero Felicitarte (feat. El Improviso)
9. Yesterday (Versión Inglés) (feat. David Fisher)
10. El Día Que Te Vayas
11. El Toquecito
12. Aquí Todo Se Paga
13. Contigo en la Cabeza

- Hecho Está[11] (2022)

1. Hecho Está
2. Un Compromiso
3. Descubri
4. El Primer Beso
5. No Quiero Envejecer
6. Las Locuras Mias
7. Te Amo Hoy (Feat. Miriam Cruz)
8. Entregame Tu Amor
9. El Regalo
10. Ya No Tengo Ganas
11. Que Sera De Mi
12. Nunca Fui Dueño